# Baldassare Carrari der Ältere
Baldassare Carrari, auch Baldassare il Vecchio, war ein italienischer Maler, der gegen 1354 in Forlì tätig war.

## Leben
Baldassare Carrari ist ein 1661 von Paolo Bonoli in Forli erwähnter Maler, den er als Lehrer des Melozzo da Forlì bezeichnet. Da es dafür keine Belege gibt, wird heute angenommen, dass es sich bei dieser Angabe um einen Irrtum oder eine Verwechslung handelt. Stattdessen wird vermutet, dass Baldassare ein Zeitgenosse des von Giorgio Vasari erwähnten Giotto-Schülers Guglielmo da Forlì, gen. Organi und vielleicht sogar dessen Schüler gewesen sei.
Da es aber außer der Angabe von Bonoli keine gesicherte Dokumente und Werke Baldassares gibt, wurde seine Existenz von August Schmarsow, in seiner Melozzo da Forli-Monografie sogar bestritten. Doch außer ihm hat sich sonst niemand so eindeutig gegen seine Existenz geäußert. Cavacaselle und Calzini versuchten ihm das Fragment eines Freskos aus Santa Maria in Schiavone zuzuweisen. Diese Zuschreibung muss allerdings als hypothetisch angesehen werden.